# 正月調
《正月調》是台灣民俗音樂研究者簡上仁編寫的台灣閩南語歌曲。內容主要講述台灣人在台灣新年期間的各種習俗。大年初一、初二要早起，初三則睡到飽。初四是「接神」日。初五則「隔開」所有年節禁忌與玩樂，準備上工。初六清理糞坑（舀肥）、開始農作。